# Десантно-штурмові війська України
Деса́нтно-штурмові́ війська́ Збро́йних сил Украї́ни (абр. ДШВ ЗСУ) — окремий рід військ у складі Збройних сил України, призначений діяти як повітряний десант, а також для виконання бойових завдань у тактичному та оперативному тилу ворога. До складу військ входять десантно-штурмові, аеромобільні, повітрянодесантна, єгерська та артилерійська бригади. Десантно-штурмові війська перебувають у постійній бойовій готовності і є наймобільнішим родом військ, який спроможний виконувати будь-яке завдання в різних умовах.
До 2012 року мали назву Аеромобільні війська (АеМВ), у 2012—2017 роках — Високомобільні десантні війська (ВДВ). До 2016 року рід десантних військ входив до складу Сухопутних військ.[⇨]
Лондонський Міжнародний інститут стратегічних досліджень у своєму виданні The Military Balance 2023 року зазначає, що ДШВ ЗСУ налічує 30 000 військовослужбовців (7 бригад і 1 на стадії формування, 1 полк, 1 окремий артилерійський дивізіон). ДШВ ЗСУ мають на озброєнні танки (Т-80), понад 166 бронетранспортерів (БТР-Д, БТР-3, БТР-4, БТР-80, Дозор-Б, Oncilla, VAB, Kirpi), 70 бойових машин десанту (БМД-1, БМД-2), бронеавтомобілі (Bushmaster, IVECO LMV, KrAZ Spartan, MLS Shield, Новатор), артилерію (2С1 «Гвоздика», 2С3 «Акація», БМ-21 «Град», Д-30, 2С9 «Нона», 120-мм міномети), засоби ППО (Стріла-10, Piorun, ЗУ-23-2).

## Доктрина застосування
Основними завданнями ДШВ визначені:
- порушення управління військами та роботи тилу противника;
- унеможливлення планомірного використання резервів противником;
- боротьба з повітряними десантами та угрупованнями противника, що прорвалися;
- зайняття й утримання важливих об'єктів і рубежів з метою забезпечення безперешкодного і своєчасного оперативного розгортання власних військ та сил у визначених операційних зонах, районах.

Крім основних завдань ДШВ можуть брати участь у боротьбі з незаконними збройними формуваннями, міжнародних операціях з підтримання миру і безпеки, заходах щодо здійснення захисту життя і здоров'я громадян та об'єктів державної власності за межами України та виконувати інші завдання, визначені законами України.

## Історія
Рід десантних військ Збройних сил України був створений після проголошення незалежності України на основі частин і з'єднань повітрянодесантних військ СРСР, які дислокувалися на території країни на момент розпаду СРСР. З'єднання та частини входили до складу Збройних Сил України поступово, в період з 1 січня 1992 року до початку літа 1993 року.
1999 року Президентом України була затверджена дата Дня аеромобільних військ — 2 серпня.
27 липня 2012 підписано розпорядження про присвоєння аеромобільним військам ЗС України назви «Високомобільні десантні війська», таким чином відновили радянську абревіатуру «ВДВ».
У 2015 році аеромобільні бригади Високомобільних десантних військ були підсилені танковими підрозділами, таким чином перетворивши їх на десантно-штурмові. Кожна з п'яти бригад мала отримати по танковій роті. Для посилення ВДВ були обрані танки Т-80, що завдяки газотурбінному двигуну мали перевагу у швидкості і маневровості у порівнянні з Т-64.
У 2016 році виведено зі складу Сухопутних військ та сформовано як окремий рід військ.
В травні 2017 року концерн Укроборонпром підготував чергову партію танків Т-80, які пройшли капітальний ремонт, для передачі десантним військам.
У червні 2017 року проведено перші від відновлення незалежності військові навчання зі стрільбами реактивної артилерії безпосередньо з поромів на воді: підрозділи 95-ї бригади форсували Дніпро.
Наприкінці жовтня 2017 року Командування ВДВ повідомило про затвердження ребрендингу та нової дати професійного свята. Назву змінено на: Десантно-штурмові війська, професійне свято: новостворені Десантно-штурмові війська відзначатимуть 21 листопада, в День архістратига Михаїла.
21 листопада 2017 року проведено урочисту церемонію на Михайлівській площі в Києві, під час якої п'ятий Президент України й військове командування вручили нову символіку:
- проведено церемонію заміни блакитного берета на берети кольору марун разом із новим беретним знаком.[20]
- Вручено штандарт командувача десантно-штурмових військ
- Вручено прапор роду військ
- Встановлено текст клятви десантника

У травні 2019 року у військах офіційно дозволили використання парашутних систем Т-11, Intruder RA-360 и Hi-5, а також систем десантування вантажів «MicroFly II» и «FireFly» іноземного виробництва.

## Структура
- Командування Десантно-штурмових військ, А3771, м. Житомир, Житомирська область
- Центр рекрутингу ДШВ
- 7-й десантно-штурмовий корпус
  - 25-та окрема повітрянодесантна Січеславська бригада, А1126, смт Зарічне, Дніпропетровська область
  - 77-ма окрема аеромобільна бригада
  - 78-й десантно-штурмовий полк «Ґерць»
  - 79-та окрема десантно-штурмова Таврійська бригада, А0224, м. Миколаїв, Миколаївська область
  - 81-ша окрема аеромобільна Слобожанська бригада, А2120, м. Краматорськ, Донецька область
    - 90-й окремий аеромобільний батальйон імені Героя України старшого лейтенанта Івана Зубкова, А0641, м. Костянтинівка, Донецька область
    - 122-й окремий аеромобільний батальйон, А4165, м. Дружківка, Донецька область
    - 5-та батальйонна тактична група, А1493, с. Терентіївка, Полтавська область
- 8-й десантно-штурмовий корпус
  - 46-та окрема аеромобільна Подільська бригада
  - 71-ша окрема єгерська бригада, А4030, м. Кременчук, Полтавська область
  - 80-та окрема десантно-штурмова Галицька бригада, А0284, м. Львів, Львівська область
  - 82-га окрема десантно-штурмова Буковинська бригада, м. Чернівці, Чернівецька область
  - 95-та окрема десантно-штурмова Поліська бригада, А0281, м. Житомир,Житомирська область
    - 13-й окремий десантно-штурмовий батальйон імені Героя України полковника Тараса Сенюка, А1910, м.Житомир, Житомирська область

  - 148-ма окрема артилерійська бригада, А3316, м. Житомир, Житомирська область
- 132-й окремий розвідувальний батальйон, А2298, смт. Озерне, Житомирська область
- 421-й окремий батальйон безпілотних систем[22]

Навчальні частини
- 199-й навчальний центр, А2900, м. Житомир, Житомирська область
  - 37-й загальновійськовий полігон, А0339

Частини забезпечення
- Комендатура десантного забезпечення[24]
- 102-й окремий склад зберігання повітрянодесантної техніки та майна, А3749
- 135-й окремий батальйон управління,[25] А3204, м. Житомир, Житомирська область
- 170-й окремий батальйон логістики
- 232-га об'єднана база забезпечення, А0310
- 347-й інформаційно-телекомунікаційний вузол, А0876
- 124-та топографічна частина, А1977
- 25-й гарнізонний будинок офіцерів Десантно-штурмових військ
- 12-й центр забезпечення охорони державної таємниці, А4223

## Оснащення
- Challenger 2[26]
- Т-80БВ[27]
- Козак-2[28]
- БМД-2[28]
- БМП-2[28]
- Д-30[28]
- HMMWV[28]
- БТР-80[29]
- БТР-3ДА[29]
- БМД-1[29]
- БМП-1[29]
- Козак-2М1[29]
- КрАЗ-Спартан[29]
- 2С1 «Гвоздика»[29]
- 2С3 «Акація»[29]
- 2С9 «Нона-С»[29]
- 2Б14 «Піднос»[29]
- 2Б9 «Васильок»[29]
- 2Б11[29]
- Стугна-П[29]
- Фагот[29]
- Конкурс[29]
- Штурм-С[29]
- Стріла-10[29]
- Ігла[29]
- ЗУ-23-2[29]

## Чисельність

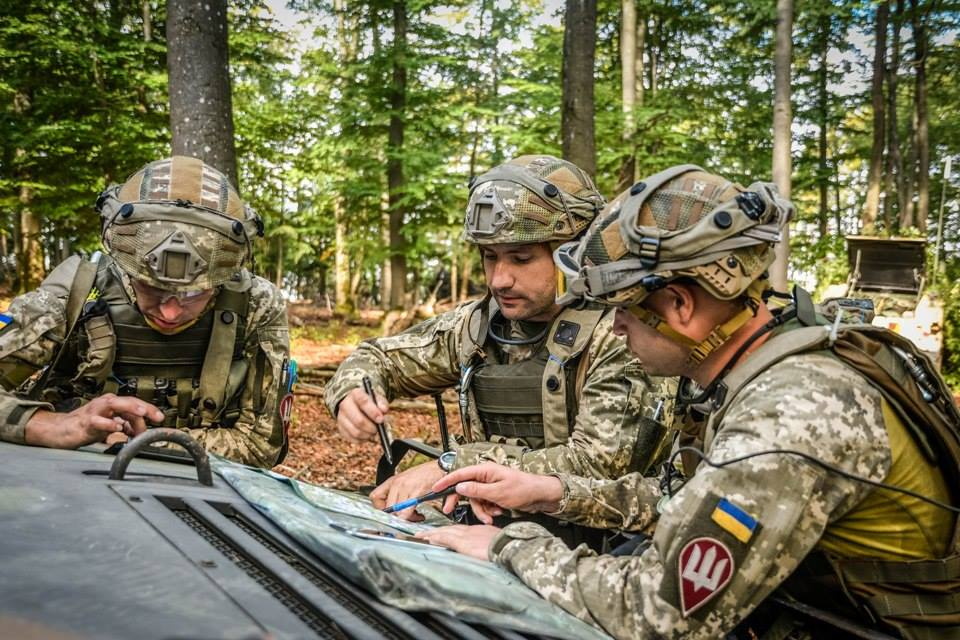
Українські десантники на навчаннях «Saber Junction-2018»

У 2016 році Командування, ще ВДВ, планувало збільшити штатну чисельність військ до 30000 осіб до 2020 року.
Лондонський Міжнародний інститут стратегічних досліджень у своєму виданні The Military Balance 2021 року зазначає, що ДШВ ЗСУ налічує 20000 військовослужбовців. Вони організовані у 7 бригад (1 повітрянодесантну, 5 десантно-штурмових і 1 аеромобільну) і 1 окремий дивізіон артилерії.
На кінець 2021 року польський портал Defence24 оцінював чисельність ДШВ ЗСУ в 16000 військовослужбовців.

## Навчальні заклади
- Факультет десантно-штурмових військ Одеської військової академії

## Командування
Командувачі:

Штандарт командувача

- 1992—1993: в.о. полковник Савечко Віктор Олексійович
- 1993—1998: генерал-майор Раєвський Віталій Анатолійович
- 1998—2005: полковник Якубець Іван Миколайович
- 2006—2012: полковник Лісовий Сергій Гурійович

* 2012—2014: полковник Швець Олександр Миколайович
- на 06.2014: в.о. полковник Галушкін Юрій Алімович
- на 01.2015: в.о. полковник Іванов Володимир Станіславович[33][34]
- 03.2015—08.2019: генерал-лейтенант Забродський Михайло Віталійович[35][36]
- 08.2019—07.2021: генерал-лейтенант Мойсюк Євген Георгійович[37]
- 08.2021—02.2024: бригадний генерал Миргородський Максим Вікторович[38]
- 02.2024—03.06.2025: бригадний генерал Скибюк Ігор Анатолійович[39]
- з 03.06.2025: бригадний генерал Апостол Олег Орестович[40]

## Традиції

### Професійне свято

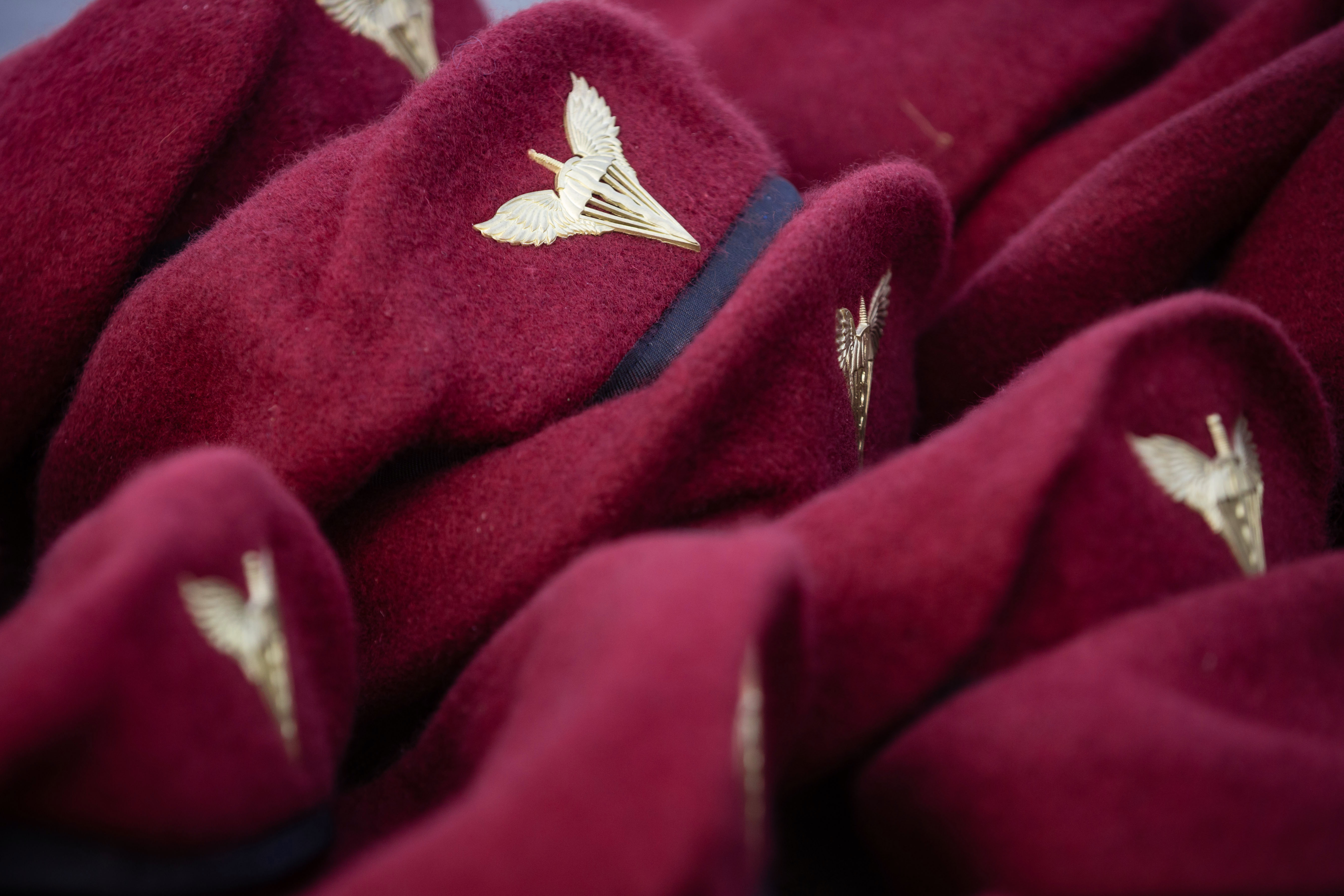
Берети ДШВ, 2017 рік

З 2017 року новостворені Десантно-штурмові війська відзначають своє професійне свято 21 листопада, в День архістратига Михаїла — верховного командувача Божого війська у битві проти нечистих сил. Свято встановлено в Україні згідно з Указом Президента України «Про День Десантно-штурмових військ Збройних Сил України» від 21 листопада 2017 р. № 380/2017.
У попередні роки, в 1999—2017, День високомобільних десантних військ відзначався щороку 2 серпня. Свято встановили в Україні згідно з Указом Президента України «Про День аеромобільних військ» від 2 серпня 1999 р. № 937/99. На підставі Указу Президента України від 27 липня 2012 року № 457 «Про День високомобільних десантних військ» змінено його назву, відповідно до зміни назви роду військ.

### Прізвиська
Одне з прізвиськ українських десантників — єноти. Це знайшло відображення у сувенірній продукції десантних військ, ілюстраціях. Єнотами назвав десантників і президент України у вересні 2018.

## Вшанування
|                                                         |  |  |
| Монета «Десантно-штурмові війська Збройних Сил України» |  |  |

11 вересня 2021 року Національний банк України випустив ювілейну монету номіналом 10 гривень, присвячену Десантно-штурмовим військам ЗСУ, яка входить серії монет «Збройні сили України».

### Довідники
- Міжнародний інститут стратегічних досліджень. The Military Balance 2021. — 2021. — 504 с. — ISBN 9781032012278.
- Міжнародний інститут стратегічних досліджень. The Military Balance 2023. — Routledge, 2023. — 510 с.

### Відео
- Високомобільні десантні війська. Рік війни. на YouTube // 2015